# Micrurus ornatissimus
Micrurus ornatissimus (барвистий кораловий аспід) — вид отруйних змій родини аспідових (Elapidae). Мешкає в Південній Америці.

## Поширення і екологія
Барвисті коралові аспіди мешкають у східних передгір'ях Анд в Колумбії, на сході Еквадору та на півночі Перу, можливо, також в Бразилії і Венесуелі. Вони живуть у вологих тропічних лісах Амазонії, на висоті від 100 до 759 м над рівнем моря. Ведуть нічний, напівриючий спосіб життя. Живляться зміями.